# Sony Xperia 5
Sony Xperia 5是索尼行動通訊於2019年9月5日柏林國際廣播展正式發表的旗艦式智慧型手機。此裝置是Xperia 1的小型版，類似此前的Compact系列。索尼行動通訊自2019年起改變了手機產品線的命名方式，旗艦級手機系列以Xperia 1取代Xperia XZ；小尺寸旗艦機以Xperia 5取代Xepria XZ Compact；中階手機以Xperia 10取代Xperia XA。。

## 設計
Xperia 5 設計類似此前的 Xperia 1，以 21:9 比例螢幕及亮面機背機身作為設計語言，但較小形。手機使用三層設計，屏幕和背版使用康寧大猩猩玻璃6，夾著鋁合金中框。音量、電源/指紋識別、快門按鈕設於手機右側。鏡頭的擺位就略為調整，由機背的正中央移至左側，屏幕亦以改用 6.1″，這令到整部手機更輕巧，適合習慣使用小手機的人士。SD卡插槽設於左側，而非Xperia 1的上方。手機有IP65/68防塵防水認證。

## 硬件配置

### 螢幕
設有1080p 21:9 hdr顯示器，可以播放完整的21:9影視內容，如 NetFlix 及 Google 電影。做到電影院級的 Utimate Wide提升影音娛樂體驗。支援 HDR 及 Sony 獨家的 BRAVIV TV 技術，可以到設定中調至‘原始設定’以得到最佳體驗。

### 相機
Xperia 5 採用 Sony Alpha 的相機技術，搭載16mm 1600萬像廣角鏡、26mm 普通鏡及 52mm 人像及長焦鏡。支援採用 Sony 影業 CineAlta 技術的 Cinema Pro App，以專業的水平錄製 4K HDR 影片。